# Santa Ana (Spagna)
Santa Ana è un comune spagnolo di 345 abitanti situato nella comunità autonoma dell'Estremadura.